# أيمن أحمد الدسوقي
أيمن أحمد الدسوقي أكاديمي مصري وأستاذ الأدب العربي الحديث والأدب المقارن بكلية الدراسات الشرقية والإفريقية بجامعة لندن منذ العام 2002.

## عن حياته
أسس مركزا للدراسات الثقافية والأدبية ودراسات ما بعد الاستعمار بالجامعة وأداره حتى العام 2012 وشارك في تأسيس برنامج رائد في الدراسات الأدبية الإنجليزية ودراسات العولمة (2014) وعمل أيضا أستاذا للأدب الأمريكي والأدب العالمي بجامعة تكساس بين عامي 1993 - 1995 وأستاذا للغة العربية وآدابها بجامعة جونز هوبكنز حيث أسس برنامجا للغة العربية والأدب العربي (1995ـ1996) وجامعة هارفارد بالولايات المتحدة (1996ـ2002). تتركز اهتماماته البحثية في الأدب العربي والأدب المقارن، دراسات ما بعد الاستعمار، الدراسات الثقافية والترجمة، التنظير الأدبي والفلسفة الحديثة، ونظريات التأويل.